# Heliophanus africanus
Espèce
Heliophanus africanus est une espèce d'araignées aranéomorphes de la famille des Salticidae.

## Distribution
Cette espèce est endémique du Gauteng en Afrique du Sud,. Elle se rencontre vers Melville Koppies.

## Description
La carapace de la femelle holotype mesure 1,5 mm et l'abdomen 3,7 mm.

## Systématique et taxinomie
Cette espèce a été décrite par Wesołowska en 1986.

## Étymologie
Son nom d'espèce lui a été donné en référence au lieu de sa découverte, l'Afrique.

## Publication originale
- Wesołowska, 1986 : « A revision of the genus Heliophanus C. L. Koch, 1833 (Aranei: Salticidae). » Annales Zoologici, vol. 40, no 1, p. 1-254.